# 懲戒解雇
懲戒解雇（ちょうかいかいこ）とは、民間企業において、就業規則に基づく懲戒の一つとして行う解雇のことである。懲戒処分の中では最も重い。

かつては企業の社会的責任が大きく、終身雇用が普通であったため、懲戒解雇されることは労働者にとっての「死刑宣告」に例えられ、「一度されると社会的信用も失い、再就職は非常に難しくなる」との見方が通説だった。しかし、現在は雇用の流動化に伴い、これらの通説が必ずしも当てはまらないようになってきている。たとえば、経済学者の大澤昇平は、2020年に東京大学から懲戒解雇処分を受けたが、2023年にはすぐに上場企業への再就職を果たしている。
もともと、懲戒解雇は使用者の一方的の意思表示によって完結する単独行為であることから、報復目的で行われることも多く、すべてが正当な理由によるものではない。社会通念上の解雇相当性を満たさなければ裁判で解雇権の濫用とみなされ無効となるだけでなく、追加で労働者から慰謝料請求をされるケースも少なくない。2025年には公益通報者保護法の改正により、内部告発者（ホイッスルブロワー）を報復解雇した使用者に刑事罰が課せられるようになった。
日本法では労働者にプライバシー権が認められているため、よく誤解されるように、懲戒解雇となった労働者が履歴書に記載していなかったからといってすぐ経歴詐称になるわけではない。実際、刑事罰と異なり、履歴書の賞罰欄に明記しなければならない法律上の義務はなく、記載するか否かは労働者に選択の自由が残される。反対に、むしろ、第三者が正当な理由なく「〇〇さんは懲戒解雇になった」等と職場で言いふらすことは、名誉毀損罪等の不法行為（「事実の摘示」）を構成する。

懲戒解雇という用語は法律にないが、最も近い法文は、労働基準法の「労働者の責に帰すべき事由」に基づく解雇である。もっとも「労働者の責に帰すべき事由」に基づく解雇は労働基準法等に定める行政手続上の言葉であり、就業規則に基づく民事的な手続きである懲戒解雇とは区別される。実務上は、普通解雇と異なり、予告手当・退職金を支払わず即時に解雇できる規定が就業規則に明記されていることがほとんどである。
他の種類の解雇である普通解雇や整理解雇は懲戒の意味を含まない。これらは「使用者の責に帰すべき事由」に基づく解雇と呼ばれる。

## 概説
労働基準法・労働契約法上の概念である懲戒解雇は会社の懲戒処分の内で最も重いため、行為と処罰との均衡、社会通念上の相当性が認められなければならない。さらに実際の解雇に当たっては事前弁明の機会の付与等、手続きの適正が求められる。雇用保険法上の概念である重責解雇とは別の概念である。
懲戒解雇は罪刑法定主義に類似した諸原則の適用を受ける。使用者が懲戒を適正に行うためには、就業規則に「その理由となる事由」と、これに対する「懲戒の種類・程度」「懲戒の手続き」が明記されて（労働基準法第89条）、さらに「当該就業規則が周知されている」必要がある（労働基準法第106条）。これらの手続きに瑕疵があると、たとえ労働者側に懲戒解雇に相当するような重大な落度があっても、懲戒解雇そのものが無効となる可能性がある（労働契約法第16条）。また労働基準法第19条に定める解雇制限に該当する労働者については、制限期間中は懲戒解雇は行えない。
懲戒解雇は、他の解雇とは異なり即時解雇となる場合が多い。このとき、離職証明書（会社が公共職業安定所に提出）や退職証明書（会社が労働者に交付）には「労働者の責に帰すべき事由」「重責解雇」である旨の退職であることが記載されるため、ハローワークや再就職先が提出を求めた場合、懲戒解雇であることを把握するのは多くの場合容易となる。しかし、行政もあくまで企業側の一方的な意思表示である点は理解しているため、これらの書面には基本的に、事業者記入欄に加え、労働者記入欄がそれぞれ別々に設けられ、労働者も平等に異議を唱えられる建付けになっている。もっとも、労働者が会社に与えた損害についての追求は、別途、民事事件として解決する必要がある。
このように、懲戒解雇は本人の責に帰すべき事由がなければ通常行われないが、使用者がリストラをスムーズに行うため、退職強要の一手段として、労働者のミスや職務態度を理由に懲戒解雇をほのめかす、架空の事由を捏造して懲戒解雇に追い込むなどのケースも存在する。また、会社側が内部告発を行った者への報復措置として懲戒解雇を行うことがあり、会社都合退職を求める労働者側との争いになることがある。普通解雇（会社都合退職）とすると、雇用保険法上の各種の助成金を会社は受け取れなくなるので、会社としてはなるべく解雇よりも自己都合退職にしたいと考えるのが通常である。

## 該当事由
具体的にどのような行為が労働者にあれば懲戒解雇となるかは各会社の就業規則の定めによる。
労働基準法上の「労働者の責に帰すべき事由」の例としては以下のように示されているが、具体的には個別に判断される（昭和23年11月11日基発1637号、昭和31年3月1日基発111号）。実際の就業規則においても、これらに準じた構成となっていることが多い。
- 事業場における盗取、横領、傷害など刑法犯に該当する行為のあった場合
- 賭博、風紀紊乱等により職場規律を乱し、他の労働者に悪影響を及ぼす場合
- 雇い入れの際の採用条件の要素となるような経歴を詐称した場合
- 他の事業場へ転職した場合
- 原則として2週間以上正当な理由なく無断欠勤し、出勤の督促に応じない場合
- 出勤不良または出欠常ならず、数回に渡って注意を受けても改めない場合

具体的な事例としては以下がある。
無断欠勤
- 開隆堂出版事件（東京地判平成12年10月27日） - 事前の届をせず、欠勤の理由、期間、居所を具体的に明確にしないままの2週間にわたっての欠勤。正当な理由は認められないと判断し、懲戒解雇を有効と判断した。
- 栴檀学園事件（仙台地判平成2年9月21日） - 大学の専任講師が正当な理由なく1ヶ月間無断欠勤。業務に大きな支障がなかったこと、勤務成績が他の従業員と比較しても劣ることがなかったこと、上司が再三再四にわたり特に注意したりしなかったこと等から、懲戒解雇を無効と判断した。

経歴詐称
- 炭研精工事件（最判平成3年9月19日）- 高等学校卒業以下に限定して採用している工員として採用されるにあたり、大学中退であることを秘匿し高卒として申告、また逮捕歴の事実を秘匿していた。「単に労働者の労働力評価に関わるだけではなく、会社の企業秩序維持にも関係する事項であることは明らか」として、懲戒解雇を有効と判断した。
- 近藤化学工業事件（大阪地決平成6年9月16日）- 採用に当たり学歴不問としていた会社で、中卒を高卒と詐称。懲戒事由の「重要な経歴詐称」には該当しないと判断した（本件では職歴及び家族構成についても詐称があり、就業状況も不良であったことから解雇自体は有効と判断した）。

## 懲戒解雇の場合の退職金
多くの企業の就業規則では、懲戒解雇により退職する場合には退職金を支給しない旨を規定している。もっとも、就業規則に規定があれば常に全額不支給となるわけではなく、退職金全額を不支給とするには、それが当該労働者の永年の勤続の功を抹消してしまうほどの重大な不信行為があることが必要である。ことに、それが、業務上の横領や背任など、会社に対する直接の背信行為とはいえない職務外の非違行為である場合には、それが会社の名誉信用を著しく害し、会社に無視しえないような現実的損害を生じさせるなど、犯罪行為に匹敵するような強度な背信性を有することが必要であると解される。
どのような行為が労働者にあれば「永年の勤続の功を抹消してしまうほどの重大な不信行為」と判断されるかは個別の事情による。
- 営業所の責任者であって同営業所の運営の衝に当たっていたところ、突如として退職届を提出し、その後は当該営業所の運営を放置して残務整理せず、その後任者に対しても何らの引継をしないまま退職するなどの行為をしたものについて、「その行為は、責められるべきものであるけれども、永年勤続の功労を抹消してしまうほどの不信行為に該当するものと解することができない」として退職金の不支給を認めなかった（日本高圧瓦斯工業事件、大阪高判昭和59年11月29日）。
- 痴漢撲滅に取組んでいた鉄道会社の従業員が休日に他社の鉄道の車内において痴漢行為（迷惑防止条例違反）で逮捕されたものについて、「本件行為が相当強度な背信性を持つ行為であるとまではいえない」「他方、本件行為が職務外の行為であるとはいえ、会社及び従業員を挙げて痴漢撲滅に取り組んでいる当該鉄道会社にとって、相当の不信行為であることは否定できないから、本件がその全額を支給すべき事案であるとは認め難い」として、支給額を本来の退職金の支給額の3割とした（小田急電鉄事件、東京高判平成15年12月11日。なお一審では全額不支給を認めていた）。
- 自主退職直後に競合他社の常務取締役に就任し、辞表提出直前に顧客データを他社に移動し、さらに退職直前にコンピューター内の顧客データの一部を消去し、かつ残るデータに消去したデータを混入する又はその可能性が疑われるような行為をしたことが判明した事案について、「懲戒解雇事由に該当ないし匹敵するものであり、かつ、その背信性は重大であると認められる」として当該労働者からの退職金請求は権利の濫用として認めなかった（アイビ・プロテック事件、東京地判平成12年12月18日）。
- 休日に酒気帯び運転をして、物損事故を起こし現場から逃走し同日逮捕されて罰金刑に処せられたために懲戒解雇された事案について、懲戒解雇を有効としたうえで退職金の支給額を本来の退職金の支給額の3割とした（日本郵便事件、東京高判平成25年7月18日）。もっとも、飲酒運転に対する裁判所の判断は令和以降に厳しくなる傾向があり、宮城県の公立学校の教員が同僚の歓迎会に出席後、帰宅時の飲酒運転により物損事故を起こした事案（最判令和5年6月27日、判事宇賀克也の反対意見あり）、滋賀県の市職員が転居予定先のマンションに同僚たちを招いて飲食をし、帰宅時の飲酒運転により物損事故を起こした事案（最判令和6年6月27日、判事岡正晶の反対意見あり）では支給額を本来の退職金の支給額の3割とした高裁判決を最高裁が破棄し全額不支給を認めている。
- 弁護士を通して退職届を提出し、業務引継ぎの問い合わせも弁護士を通して書面で行った労働者に対し、対面の引継ぎを行わなかったこと等を理由として懲戒解雇した事案について、懲戒解雇事由に該当せず勤労の功を抹消するほどの著しい背信行為とは評価できないと判断し、退職金の全額支払いを命じた（インタアクト事件、東京地判令和元年9月27日）。

## その他
- 公務員の場合、懲戒解雇の代わりに懲戒免職（ちょうかいめんしょく）という手続きで任を解かれる必要がある。一般に、公務員を辞めさせる方が難しいため、懲戒解雇よりもハードルは高い。
- 犯罪やその他社会的な影響が大きい不正行為を理由として懲戒解雇となる場合はマスメディアでも報道されるが[1]、その逆は成立しない。つまり、懲戒解雇になったからといって犯罪行為を犯したわけではなく、中には会社側の解雇権濫用によって懲戒解雇となっている労働者も少なくない。
- 軍人の懲罰である不名誉除隊（ふめいよじょたい）に例えられることもあるが、民間組織が労働者を軍人と同一に扱うことは人権侵害である。2022年には労働法が改正され、使用者の義務と罰則が厳格化された。